# کارلو کریالزه
کارلو کریالزه (انگلیسی: Carlo Crialese؛ زادهٔ ۱۴ نوامبر ۱۹۹۲) بازیکن فوتبال اهل ایتالیا است.
از باشگاه‌هایی که در آن بازی کرده‌است می‌توان به باشگاه فوتبال کرمونزه، باشگاه فوتبال چزنا، و باشگاه فوتبال پارما اشاره کرد.